# Protopianeta

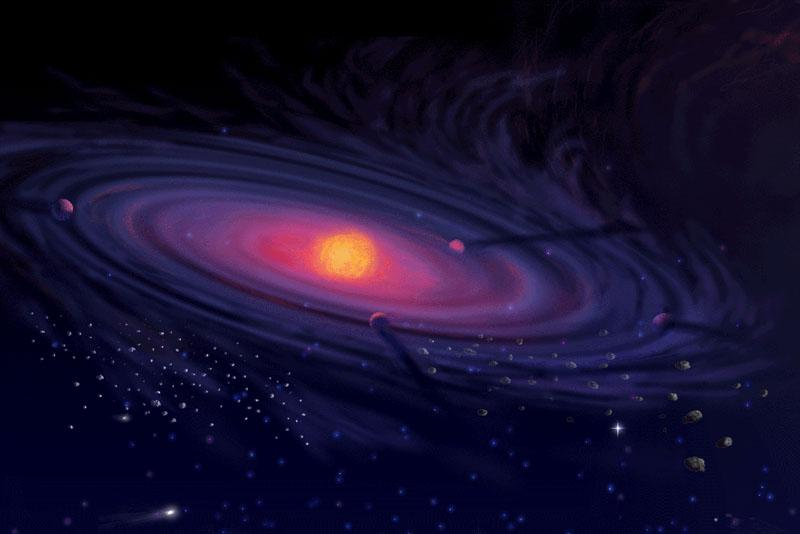
Immagine ipotetica di un sistema planetario in formazione

In cosmogonia, un protopianeta è un pianeta in formazione che orbita nel disco protoplanetario di una nebulosa solare. Tali corpi vengono formati dall'aggiunta di oggetti (come polvere e planetesimali) all'interno del disco di accrescimento di una nebulosa solare.
I primi protopianeti avevano più elementi radioattivi, la cui quantità è stata ridotta nel corso del tempo dal decadimento radioattivo. Il riscaldamento causato da radioattività, impatto e pressione gravitazionale, fuse parti dei protopianeti mentre questi crescevano e si avviavano a diventare pianeti. Nelle zone fuse gli elementi più pesanti affondarono verso il centro, mentre quelli più leggeri salirono in superficie. Tale processo è noto come differenziazione planetaria. La composizione di alcuni meteoriti mostra che la differenziazione ebbe luogo in alcuni asteroidi.